# ريم الأسدي
ريم الأسدي هي مصممة ازياء بريطانية من أصل عراقي، تقيم في كل من لندن وطوكيو، وتحظى بشعبية كبيرة في اليابان. وصف أسلوبها بأنه «ذوق متمرد بريطاني ممزوج بمواد معادة التدوير أخرجا في النهاية أزياء مثيرة وكبيرة الحجم مستوحاة من العصر الفيكتوري» 

## حياتها المهنية
ولدت ريم الأسدي في العراق من اصل عربي ، ونشأت في لندن، إنجلترا، وفي عمر السادسة عشر، عملت مع كارن ميلين [الإنجليزية] في كينت، تم قبول ريم في كلية لندن للموضة [الإنجليزية] وكلية سنترال سانت مارتينز للفنون والتصميم، وفي ال 21 من عمرها استطاعت ابتكار شعارها وملصقها الخاص.
في بداية حياتها المهنية، كانت ريم تبيع اغلي قطع الملابس الكلاسيكية في نوتينج هيل. كان لها كشك صغير في شارع بورتبيللو حيث كان لها اسلوب مميز في عرض تلك القطع الكلاسيكية وبالتالي زيادة الجذب إلى الملابس لأكثر من الجامعين والمهتمين بالأزياء الكلاسيكية.
اشتهرت ريم بذوقها شديد الانتقائية الممزوج بسمعة متزايدة وسط الأوساط غير الرسمية في عالم الموضة، عملت ريم مع العديد من المصممين البريطانين مثل جون ريتشموند [الإنجليزية] ، روبرت كاري وليامز [الإنجليزية] و ستيلا ماكارتني والذين قدموا لها خدمات كثيرة مما كان يؤدي إلى مشاورات ناجحة للغاية.
في عام 2003، قامت ريم بافتتاح متجرها الخاص، وفي 2005 تعاونت مع لافورت [الإنجليزية] وهو أحد المتاجر الكبرى في هاراجوكو كجزء من اسبوع الموضة في طوكيو.
وفي عام 2007، دخلت ريم أسبوع لندن للموضة بعرض بعنوان «الألم الجميل».ومؤخراً، فازت ريم بجائزة أفضل عرض في اسبوع الموضة في اليابان، حيث أطلقت لها خط من الملابس الجاهزة وهو عبارة عن مجموعة فريدة من الأزياء شديدة في زرقتها الحبرية، وأخرى باللون الأبيض.

## اقتباسات شخصية
«شغفي بالملابس بدأ عندما كنت مراهقة، وعندما عرض علي الانضمام إلى مدرسة سانت مارتينز للفن في لندن، اخترت تعليم نفسي بدلاً من ذلك كيفية القص والخياطة للقطع الكلاسيكية التالفة وإعادة خياطتها مرة أخرى، وفي الوقت المناسب بدأت بيع تصميماتي الكلاسيكية في الكشك الخاص بي، وفي نهاية الأمر بدأ المصممين بإبداء اهتمام كبير لعملي».